# KTKB-FM
KTKB-FM（101.9 FM，“Megamixx 101.9”）是位于关岛塔穆宁的一个广播电台，也是第一个播放菲律宾语的电台，在2003年6月2日开播。